# Маринър 9
Маринър 9 (други обозначения: Маринър Марс '71 / Маринър-I) е космически апарат на НАСА от програма Маринър, чиято първостепенна цел е изследването на планета Марс. Изстрелването е осъществено на 30 май 1971 г. от ВВС база Кейп Каневерал и достига планетата на 13 ноември същата година. Маринър 9 става първият апарат, който обикаля около друга планета, като изпреварва с много малко съветските Марс 2 и Марс 3, които пристигат месец по-късно. След месеци на пустинни бури, сондата успява да изпрати изненадващо ясни снимки на планетата.
Ултравиолетовият спектрометър е конструиран от Лабораторията по атмосферна и космическа физика.

## Цели
Маринър 9 е изпратен за да продължи атмосферните проучвания започнати от Маринър 6 и 7 и за да картографира 70% от марсианската повърхност от ниска височина (около 1500 km) с много по-добра резолюция (1 километър за пиксел до 100 метра за пиксел) от всяка друга мисия до планетата дотогава. Сондата има инфрачервен радиометър, с който трябва да бъде засечена вулканична активност на планетата ако има такава. Двата естествени спътника на Марс също са включени в изследването.

## Постижения
Маринър 9 е първият космически апарат обикалял около друга планета. Носил е подобни научни инструменти на тези на Маринър 6 и 7, но заради нуждата от по-голяма двигателна система, Маринър 9 тежи повече. При пристигането си в орбита около Марс, атмосферата е изключително запрашена от пустинни бури.
След 349 дни в орбита на Марс, Маринър 9 е изпратил 7329 снимки, представляващи 80% от повърхността на планетата. Снимките разкриват много подробности от терена на Марс, като корита на реки, кратери, масивни външни вулкани (като Олимп, най-високият вулкан познат в Слънчевата система), каньони (включително Валес Маринър, система от каньони простираща се на 4000 от повърхността на Марс), доказателства за ерозия причинена от вятър и вода и др. Малките спътници на Марс Фобос и Деймос също са фотографирани. Откритията на Маринър 9 са допълнени от по-късната програма Викинг.
Огромната система от каньони Валес Маринър е наименувана в чест на Маринър 9 и неговите постижения.
След изразходване на горивото за контрол на височината, апаратът се изключва на 27 октомври 1972 г. Маринър 9 е все още в орбита на Марс поне до към 2022 г., когато апаратът ще навлезе в атмосферата на Марс.

## Външни прапратки
- Маринър 9 Архив на оригинала от 2012-07-31 в Wayback Machine. в Изследване на Слънчевата система от НАСА.
- NSSDC Master Catalog:Маринър 9. Архив на оригинала от 2004-10-24 в Wayback Machine.
- Наръчник на Маринър 9. Архив на оригинала от 2012-02-11 в Wayback Machine.